# Cuchi White
Cuchi White, nom d'artiste de Katherine Ann White, est une photographe américaine née le 22 mars 1930 à Cleveland (Ohio, États-Unis) et morte le 11 octobre 2013 à Paris.

## Biographie
Katherine Ann White naît en 1930 à Cleveland. Très jeune elle étudie et pratique la photographie. En 1948, elle intègre le Bennington College, une université du Vermont dont l’enseignement progressiste, à la pointe dans le domaine des arts, est alors réservé aux femmes. Elle participe dès cette année sous le nom de Katherine Ann White à l’exposition This is the Photo League à New York, la dernière organisée par la Photo League, collectif de photographes américains engagés dans la photographie sociale.
Issue d'une famille d'industriels, elle effectue à 18 ans une visite en Europe pour rencontrer des artistes en compagnie de sa famille. Lors de leur passage à Florence en Italie, elle visite l'atelier du sculpteur Corrado Vigni où vit et travaille le jeune peintre toscan Paolo Boni.
Cuchi passe à nouveau quelques années aux États-Unis, avant de rejoindre Paolo Boni qu’elle épouse en 1953 à Florence. Elle passera toute sa vie à ses côtés entre l'Italie et la France.
Installée en 1952 en Italie, puis en 1954 en France, elle continue à pratiquer la photographie sociale, en noir et blanc, et publie entre autres dans Il Mondo, revue italienne éditée par Mario Pannunzio (it).
Vers le milieu des années 1970 elle se consacre à la photographie en couleurs. Elle exposera en France, en Italie et aux États-Unis.
Avec Georges Perec elle publie ses photographies de trompe-l'œil dans L'œil ébloui, et continuera durant toute sa carrière à se passionner pour ce sujet : sur les murs anciens des églises d’Europe comme sur les façades contemporaines, elle expose et publie abondamment ses photographies de fresques classiques, de « murals » ou de « street-art ».
À partir de 1980, Cuchi White réalise des sujets sur les villages perchés et les villas de la Côte d'Azur, et travaille pour de nombreux musées de France et d'Italie. Beaucoup de ces projets seront suivis de publications ou d'expositions.
Elle parcourt les chemins douaniers de Bretagne et débusque partout où elle passe ces « maisons bateaux » qu'elle appelle Navirland : un projet au long cours suivi lui aussi d'expositions.
Elle est également présente dans le milieu italien de la photographie. Avec Luigi Ghirri, Gabriele Basilico, et d'autres photographes italiens, elle participe au projet Viaggio in Italia,. Elle fera aussi partie du projet collectif Exploration sur la via Emilia,.
Cuchi White meurt le 11 octobre 2013, dans le 18e arrondissement de Paris.

## Postérité
Son œuvre photographique est présente dans de nombreux musées et collections, plus particulièrement en France, en Italie et aux États-Unis.

## Expositions
- 1980 - Galerie Arena, Arles[11].
- 1986 - Musée Réattu, Arles.
- 1981 - Il Diagramma, Milan[11].
- 1981 et 1983 - Artcurial, Paris[11].
- 2012 - Photographies de trompe l'œil années 75-80, Galerie In Situ, Romainville[12].
- 2012 - Cuchi White: Viaggi: Italia, 1949-1953, Corigliano per la Fotografia, Corigliano Calabro[4].
- 2018 - Correspondances. Paolo Boni & Cuchi White, Mathilde Hatzenberger Gallery, Bruxelles[3].

## Musées
- MoMA, Museum of Modern Art, New York
- Musée Carnavalet, Paris[13]
- Bibliothèque nationale de France, Paris[14]
- Musée Nicéphore-Niépce, Chalon-sur-Saône[15]
- Musée Réattu, Arles[16]
- Museon Arlaten, Arles.
- Museo di Fotografia Contemporanea, Cinisello Balsamo[17]
- Centro Studi e Archivio della Comunicazione, Parme[18]
- New York Public Library, New York[15]
- La Contemporaine, Bibliothèque et musée d'histoire contemporaine, Nanterre.
- Musée des Abattoirs, FRAC Occitanie, Toulouse.
- Musée de la Photographie de Charleroi, Belgique.
- Université de Parma, Italie.
- Centre la photographie, Mougins.

### Livres
- Les Yeux perdus, recueil de 8 poèmes de Michel Butor et 7 photographies de Cuchi White, édition autographe, 1980
- White Visions, recueil 6 textes de Maurice Roche et 6 photographies de Cuchi White, édition autographe, 1980
- Trompe-l’œil, livret de cartes postales, avec un texte d’Alain Desvergnes, pour le festival de la photographie d'Arles, Auto édition, 1980
- L’œil ébloui, préface de Georges Perec, éditions Chêne/Hachette, 1981  (ISBN 2-85108-283-3)
- Rêveuse Riviera, préface de Michel Butor, textes de Daniel Allary et Noëlle Bine-Muller, photographies de Cuchi White, éditions Herscher, 1983  (ISBN 2-7335-0054-6)
- Architectures peintes en trompe-l’œil, par Miriam Milman, éditions Skira, 1986  (ISBN 2-605-00079-6)
- Villages perchés de Provence et de la Riviera, préface de Louis Nucera, photographies de Cuchi White, éditions Arthaud, 1988  (ISBN 2-7003-0723-2)
- Famille en révolution – Les Jouve à Cavaillon 1746 – 1938, texte Sylvie Grange, Fondation Calvet, 1989
- Suzanne, collection Les Musées de Cavaillon, édition Colcabée, 1991
- La Durance, coffret de six cartes postales de Gabriele Basilico et Cuchi White, musées de Cavaillon,
- Diverses parutions dans L’art décoratif en Europe, L’art du XIXe siècle, L’art Russe, éditions Mazenod - Citadelles.
- Cuchi White, Un viaggio tra le illusioni della realtà, photographies de Cuchi White, Skira editore Milano et CSAC - Università di Parma,  (ISBN 88-8118-058-8)
- Une famille en Provence – Chronique photographique 1894 – 1914, texte Sylvie Grange, édition Colcabée, Musées de Cavaillon, 1995  (ISBN 2-908954-07-9)
- Sentier des douaniers de Bretagne, texte de Dominique Irvoas-Dantec, photographies de Cuchi White, éditions Ouest-France 1995  (ISBN 2-7373-1654-5)
- La Presqu’île de Crozon, texte de Dominique Irvoas-Dantec, photographies de Cuchi White, éditions Ouest-France, 1995  (ISBN 2-7373-1680-4)
- Portfolio La lumière en toute liberté, préface d'Henri Alekan, photographies de Cuchi White, gravures de Paolo Boni, Robert et Lydie Dutrou imprimeurs, 2000.

### Film
- Catherine Binet, Le trompe-l’œil[19] (14 min), Ina, 1982, diffusé sur Antenne 2, 1984.